# Yarim Tappeh

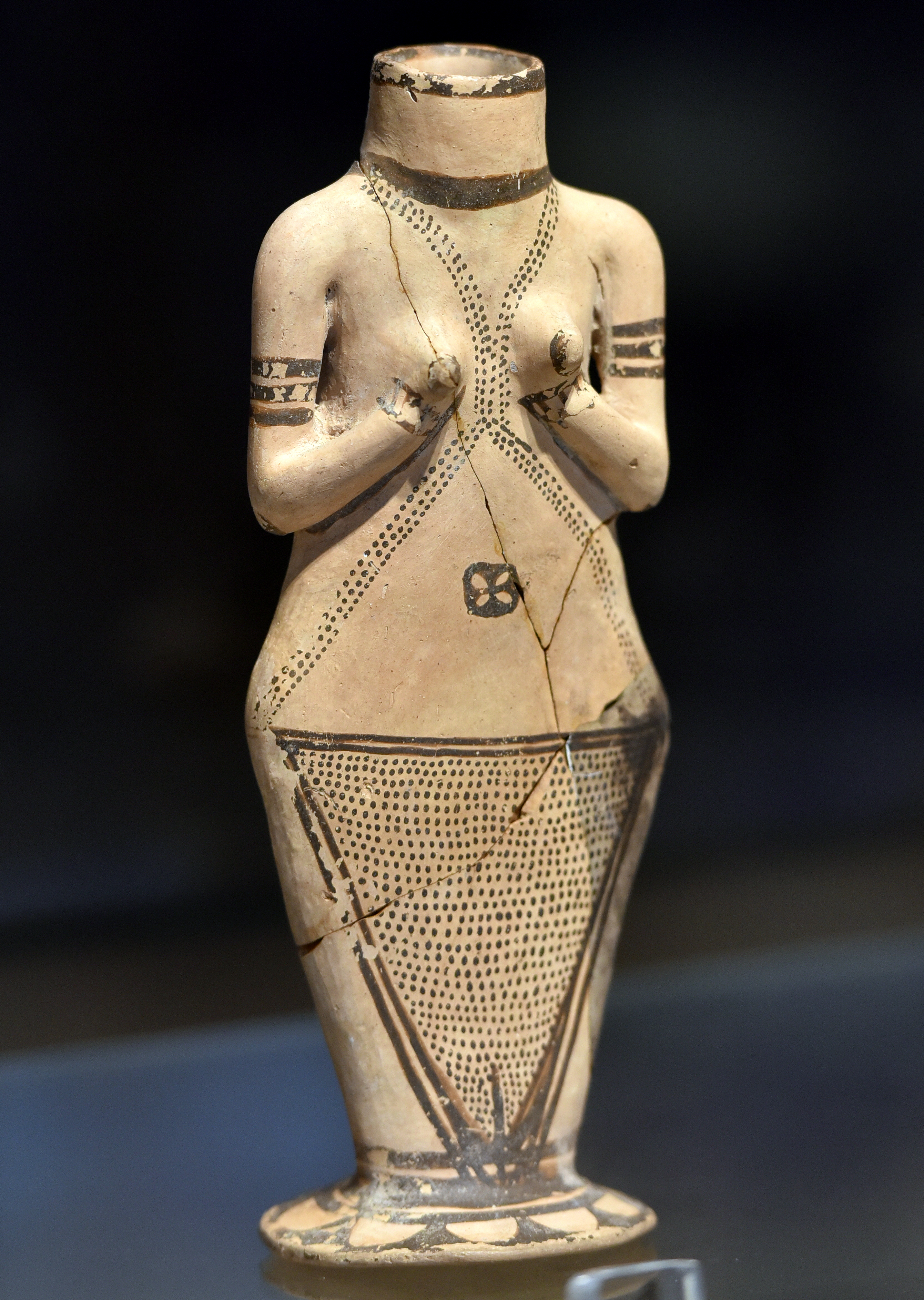
Estatuilla de una mujer desnuda de Yarim Tepe, periodp de Obeïd, 5750-5000 a. C. Museo de Irak - Bagdad.

Yarim Tappeh o Yarim Tepe es un yacimiento arqueológico situado a nueve kilómetros al sudeste de Gonbad o 3 km al noroeste de Dargaz o Daregaz, en Irak. 
Su alto núcleo central, con forma de óvalo, tiene 80 metros de largo y 30 de ancho. En este montículo se han encontrado restos de la cultura halaf de los períodos cultura hassuna (neolítico, 6000-5000 a. C.) y El Obeid, entre el 7000 y 4500 a. C. Algunos objetos encontrados aquí recuerdan a los de Turang Tappeh, pues ambos son manifestación de la "cultura de Gorgan" que surgió al noreste de la meseta iraní y al este del mar Caspio. El final de esta ocupación aconteció en el III milenio a. C. posiblemente como consecuencia de la invasión de tribus orientales. La cultura hassuna es especialmente relevante en este tell, con cerámica de gran calidad en la que se aprecian motivos decorativos simples como espigas o triángulos.